# Dieet van Regensburg (1541)

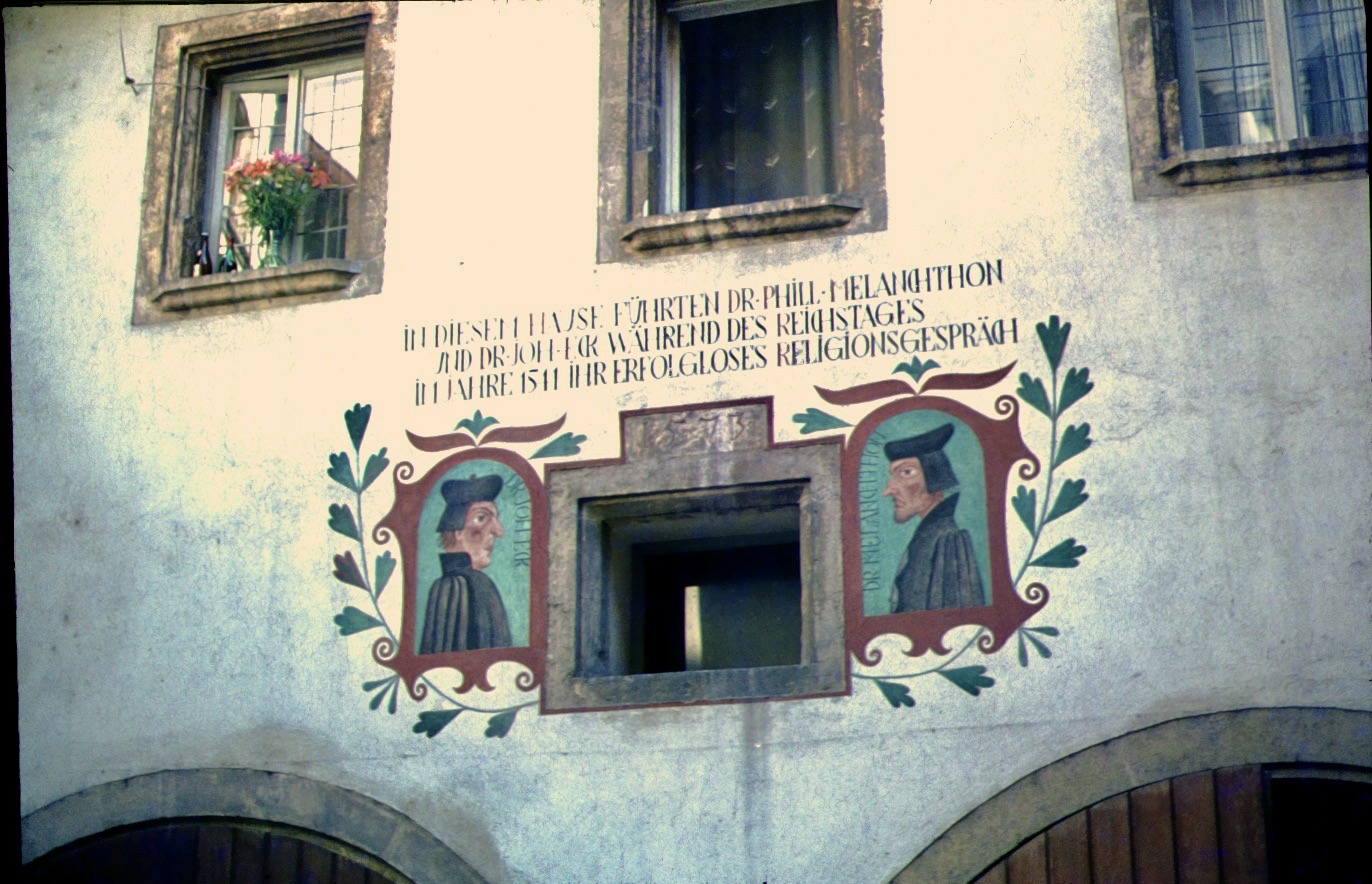
Muurschildering in Regensburg verwijzend naar het dieet

Het Dieet van Regensburg vond plaats van 5 april tot 22 mei 1541 te Regensburg en werd bijeengeroepen door Keizer Karel V met de bedoeling de katholieken en de protestanten met elkaar te verzoenen.

## Context
Keizer Karel was verwikkeld in een oorlog met de Ottomanen en een conflict met koning Frans I van Frankrijk. Hij had de steun nodig van zijn vorsten, waar een deel zich had verenigd in het Schmalkaldisch Verbond.

## Colloquium
Voorafgaand waren er reeds bijeenkomsten geweest in Haguenau en Worms. Keizer Karel was aanwezig in Regensburg en werd vertegenwoordigd door Nicolas Perrenot de Granvelle, de pauselijke legaat was kardinaal Gasparo Contarini, aan protestantse zijde was onder andere Martin Bucer en Philipp Melanchthon aanwezig.
Het uitgangspunt was een vergelijk te vinden over de tekst de Confessio Augustana. De tekst bestaat uit 21 artikelen, over de eerste vier was er een akkoord, over de rest niet. Op voorhand wist men dat de afwezigheid van Paus Paulus III en Maarten Luther, de kans tot slagen nihil zou zijn. Na veel gesleutel werd het colloquium zonder resultaat afgesloten.